# 阿施滕
阿施滕是奥地利上奥地利州林茨兰县的一个市镇。总面积8.5平方公里，总人口6220人，人口密度730人/平方公里（2012年1月1日）。